# رود گلوا
رود گلوا (روسی: Колва) رودی است در سرزمین پرم, روسیه که به رود ویشرا می‌ریزد. این رود از کشور روسیه می‌گذرد. طول آن ۴۶۰ کیلومتر (۲۹۰ مایل) است.